# ذا باي باي مان
ذا باي باي مان (بالإنجليزية: The Bye Bye Man)‏ هو فيلم رعب أمريكي تم إنتاجه في سنة 2017 وهو من إخراج ستايسي تايتل وبطولة دوغلاس سميث ولوسين لافسكونت ودوغ جونس وكاري-آن موس وفاي دوناوي. قصة الفيلم تتكلم عن وحش اسمه باي باي مان يظهر ليقتل الأشخاص فقط بعد ذكر اسمه أو التفكير فيه.

## البطولة
- دوغلاس سميث بدور إليوت
- لوسين لافسكونت بدور جون
- كريسيدا بوناس بدور ساشا
- دوغ جونس بدور باي باي مان
- كاري-آن موس بدور المحقق شو
- فاي دونواي بدور ويدو ريدمون
- كيلين ووديل بدور ويدو ريدمون الصغير
- مايكل تروكو بدور فيرجيل
- كليو كينغ بدور السيدة واتكنز
- جينا كانل بدور كيم
- إريكا تريمبلاي بدور أليس
- لاي وانيل بدور لاري

## التقييم
حاز الفيلم على تقييم 23% في موقع الطماطم الفاسدة بناءً على 60 مشاهدة وذكر النقاد أنه كان من الممكن أن يكون أحد أفضل أفلام الرعب، إلا أنه كان قصير نسبياً من حيث المدة وكذلك لم يكن سرده متسق. على موقع ميتاكريتيك حاز الفيلم على درجة 37 من 100 وحصل على 22 نقد معظمها سلبي.

## روابط خارجية
- ذا باي باي مان على موقع IMDb (الإنجليزية)
- ذا باي باي مان على موقع ميتاكريتيك (الإنجليزية)
- ذا باي باي مان على موقع روتن توميتوز (الإنجليزية)
- ذا باي باي مان على موقع نتفليكس (الإنجليزية)
- ذا باي باي مان على موقع قاعدة بيانات الأفلام العربية
- ذا باي باي مان على موقع ألو سيني (الفرنسية)
- ذا باي باي مان على موقع Turner Classic Movies (الإنجليزية)
- ذا باي باي مان على موقع أول موفي (الإنجليزية)
- ذا باي باي مان على موقع بوكس أوفيس موجو (الإنجليزية)
- ذا باي باي مان على موقع فيلمافينيتي (الإسبانية)